# Hidrur d'alumini
L'hidrur d'alumini és un compost sòlid polimèric que s'usa com a reductor. El punt de fusió és de 150 °C, però a una temperatura superior als 150 °C es comença a descompondre en alumini i hidrogen. Reacciona violentament amb l'aigua, formant l'hidròxid d'alumini i hidrogen.

## Obtenció
Es pot obtenir fent reaccionar hidrur de liti i alumini amb clorur d'alumini en un medi totalment exempt d'humitat, segons la següent reacció:
LiAlH₄ + AlCl₃ → AlH₃ + LiCl